# Retrokonversion
Die Retrokonversion („retrospektive Konversion“) ist ein Arbeitsvorgang in Bibliotheken und Archiven.
Im Bibliothekswesen werden dabei alte schriftliche Bibliothekskataloge mithilfe von Scannern digitalisiert und anschließend den Bibliotheksbenutzern als Bilddateien oder Volltexte über das Internet zugänglich gemacht. Nicht im neuen Katalog (meist handelt es sich um OPACs) verzeichnete Medien können auch neu in diesen eingetragen werden, man spricht dann von Retrokatalogisierung. Die Retrokatalogisierung ist aufwendiger und teurer, hat gegenüber der Retrodigitalisierung allerdings den Vorteil, dass danach sämtliche Medien im selben Katalog verzeichnet sind.

## Begründung der Retrokonversion
Bibliothekskataloge entstanden seit dem 17./18. Jahrhundert auf Papier. Dieser Zustand hielt solange an, bis Bibliotheken elektronische Katalogsysteme einführten, die Dokumente elektronisch, papierlos verwalten. Diese Entwicklung setzte zum Ende der 1980er Jahre ein und ist noch immer nicht vollständig abgeschlossen. Nach Einführung von Bibliothekssystemen fand der Bibliotheksnutzer eine zweigeteilte Kataloglandschaft vor: Alte Werke sind in Zettelkatalogen verzeichnet, seit der Einführung der elektronischen Systeme beschaffte Werke sind jedoch ausschließlich elektronisch verzeichnet. Da die elektronischen Bibliothekssysteme über Internet-Portale (OPACs) von jedem Internetanschluss aus jederzeit und bequem durchsucht werden können, Zettelkataloge im Bibliotheksgebäude jedoch physisch aufgesucht werden müssen, ergab sich folgende Entwicklung: Elektronisch nachgewiesene Werke werden oft ausgeliehen (gelesen), während ältere Werke kaum genutzt werden. Nach Durchführung einer Katalogkonversion steigt die Nutzung alter Buchbestände sprunghaft an. Im digitalen Zeitalter scheint für die Nutzer nur das digital Verfügbare zu existieren, das Suchen in Zettelkatalogen ist zu umständlich, die darin verzeichneten Werke fristen ein Schattendasein. Entsprechend sind Retrokonversionen bildungspolitisch sinnvoll und werden z. B. in Deutschland von der Deutschen Forschungsgemeinschaft (DFG) finanziell unterstützt.
Man unterscheidet grob zwei methodische und zwei technische Vorgehensweisen:

## Methodische Vorgehensweisen
1. Texterfassung: die mehr oder weniger vollständige Übertragung der Katalogdaten in eine textorientierte Darstellung. Hierzu schreibt man entweder die Karteninformationen manuell ab oder nutzt ein OCR-Programm zur Umsetzung.
2. Bildindexierung (Image-Indexing): die Erfassung der einzelnen Katalogkarten als Bilddatei per Scan. Zusätzlich muss eine periodische Anzahl an Karten (zum Beispiel jede 50.) manuell mit einem Index versehen werden (bei alphabetischen Katalogen meist der Verfasser, bei systematischen Katalogen meist die Systematik). Bildindexierung wird heutzutage nur selten durchgeführt, da sie nur eine sehr eingeschränkte (Online-)Recherche nach Inhalten ermöglicht. Sie wird ausschließlich wegen ihrer wesentlich geringeren Kosten im Vergleich zur Texterfassung gewählt.

## Technische Vorgehensweisen
1. Online-Konversion: Die meisten großen wissenschaftlichen Bibliotheken sind Mitglied eines Bibliotheksverbunds. Beim Online-Konversionsverfahren werden die Inhalte der zu konvertierenden Dokumente (i. d. R. bibliothekarische Zettelkataloge oder archivische Findmittel) über eine ständige Internetverbindung direkt in die Datenbank des Bibliotheksverbunds übertragen. In den letzten Jahren wird fast ausschließlich dieses Online-Verfahren eingesetzt. Es ist geringfügig kostenintensiver als das folgende Offline-Verfahren, verfügt jedoch über klare fachliche Vorteile.
2. Offline-Konversion: Bei diesem Verfahren werden die Daten der zu konvertierenden Dokumente zunächst in eine Datenbank konvertiert. Die so erzeugten Daten lädt die Bibliothek bzw. das Archiv in einem separaten Arbeitsgang später in das elektronische Verwaltungssystem. Bei diesem Verfahren ist zwischen dem Arbeitsplatz des die Konversion durchführenden Mitarbeiters und dem elektronischen Verwaltungssystem der Bibliothek bzw. des Archivs keine Internetverbindung notwendig. Dieses Verfahren kam vor dem Jahr 2000 noch zum Einsatz. Seit der Verbreitung von breitbandigen Internetanschlüssen wird es kaum mehr verwendet.

Vorteil der Texterfassung ist die Möglichkeit der Volltextsuche über den gesamten Inhalt, bei einer strukturierten Erfassung auch über einzelne Merkmale wie Autor, Titel oder Schlagwort. Nachteil sind die hohen Kosten, da die Texterfassung – trotz leistungsfähiger optischer Zeichenerkennung (OCR) – sehr personalintensiv ist und manuell durchgeführt werden muss. OCR-Anwendungen erzeugen noch immer nicht tolerierbar hohe Fehlerraten und sind nicht imstande, die auf den Originaldokumenten befindlichen Daten zu strukturieren (also z. B. das Erkennen, wo der Autorenname auf einem Originaldokument beginnt bzw. endet).
Vorteil der Bildindexierung sind die vergleichsweise geringen Kosten, da das Scannen weitgehend automatisiert durchgeführt wird.
Der Vorteil der Online-Konversion liegt in dem Umstand, dass in einem Bibliotheksverbund jedes Dokument nur einmal erfasst werden muss. Da zahlreiche Bibliotheken bzw. Archive Mitglied desselben Verbunds sind, können später hinzukommende Bibliotheken oder Archive bereits vorhandene Datensätze mitverwenden (sogenannten „Ansigelung“ an bestehende Titelaufnahmen). Das vielfache Erfassen desselben Datensatzes entfällt (Effizienzgewinn, Kosteneffekt). Hinzu kommt die Möglichkeit der Verknüpfung mit im Verbund vorhandenen Normdaten wie der GND. Zuletzt ist die einfache Möglichkeit von hierarchischen Verknüpfungen zu erwähnen, beispielsweise die Darstellung von mehrbändigen Werken (Haupttitel und Bandsätze) oder Schriftenreihen im elektronischen Katalog.
Der Vorteil der Offline-Konversion liegt in erster Linie in den geringeren Kosten. Weiter ermöglicht die Offline-Konversion sogenanntes Double-Keying. Hierbei werden Dokumenteninhalte von zwei verschiedenen Personen je einmal erfasst. Danach lässt man ein Computerprogramm die beiden Versionen vergleichen. Differenzen müssen Tippfehler sein, die danach von einer dritten Person manuell korrigiert werden. Auf diese Weise entsteht beinahe fehlerfreier Text (Fehlerraten unter 0,02 % = zwei Fehler auf 10.000 Zeichen). Aus den oben erwähnten Gründen wird dieses Verfahren äußerst selten verwendet.